# (33111) 1998 BL
1998 BL (asteroide 33111) é um asteroide da cintura principal. Possui uma excentricidade de 0.09986140 e uma inclinação de 6.02451º.
Este asteroide foi descoberto no dia 18 de janeiro de 1998 por Takao Kobayashi em Oizumi.